# لانتانا رباطية
لانتانا رباطية (الاسم العلمي: Lantana viburnoides) هي نوع نباتي يتبع جنس اللانتانا من فصيلة اللويزية.